# Târnova, Arad
Târnova (în maghiară: Tornova) este satul de reședință al comunei cu același nume din județul Arad, Crișana, România.

## Așezare
Localitatea Târnova este situată în zona de contact a Dealurilor Cigherului cu Munții Zărandului, la o distanță de 44 km față de municipiul Arad.

## Istoric
Prima atestare documentară a localității Târnova datează din anul 1406. 

## Economia
Economia este una predominant agrară, Târnova fiind cunoscută ca un important bazin pomicol al regiunii. Industria
mică si sectorul terțiar are ponderi importante în spectrul economic al comunei.

## Turism
Potențialul turistic este unul de mare valoare, elementele fondului turistic natural îmbinându-se armonios cu
cele de natură antropică. 